# Los kyrka
Los kyrka är en kyrkobyggnad i Los. Den är församlingskyrka i Los-Hamra församling i Uppsala stift. Under 1700-talets andra hälft och 1800-talets början intensifierades gruvdriften i trakterna av Los. År 1750 anlades den första kyrkogården i Los socken, cirka 200 meter väster om nuvarande kyrkplats. Innan kyrkan var färdigbyggd hölls varje söndag regelbundna andakter i kommerserådet Henric Kalmeters herrgård.

## Kyrkobyggnaden
Träkyrkan är en salkyrka som uppfördes åren 1818 - 1819. År 1848 omdanades kyrkan efter ritningar av Johan Adolf Hawerman då kyrktornet tillkom. I stort sett fick kyrkan nuvarande utformning. Kyrkan består av rektangulärt långhus med vidbyggd sakristia vid östra gaveln och kyrktorn i väster. Ingång ligger i väster och går genom tornets bottenvåning. En till ingång på långhusets södra sida har funnits men sattes igen vid en restaurering 1937. Kyrkans exteriör i historicerande blandstil överensstämmer i stort med Hawermans ritningar. Kyrkan är klädd med vitmålad panel och har rektangulära fönsteröppningar med klassicerande omfattningar; fönsteraxlarna avdelas med lisener. Kyrktornet kröns av en smäcker åttakantig lanternin med korsprydd spira.
Det nyklassicistiskt präglade kyrkorummet fick sin nuvarande karaktär vid 1800-talets mitt. Hela korväggen, med altarpredikstol, utsmyckades av artisten Albert Blombergsson. Vid den genomgripande restaureringen 1937 som genomfördes efter förslag från Knut Nordenskjöld var målsättningen att framhäva interiörens ursprungliga stilkaraktär, varför det idag framstår som ett av landskapets mer homogena.

## Historiska interiörbilder
Bilder på kyrkans interiör före och efter renoveringen på 1937.

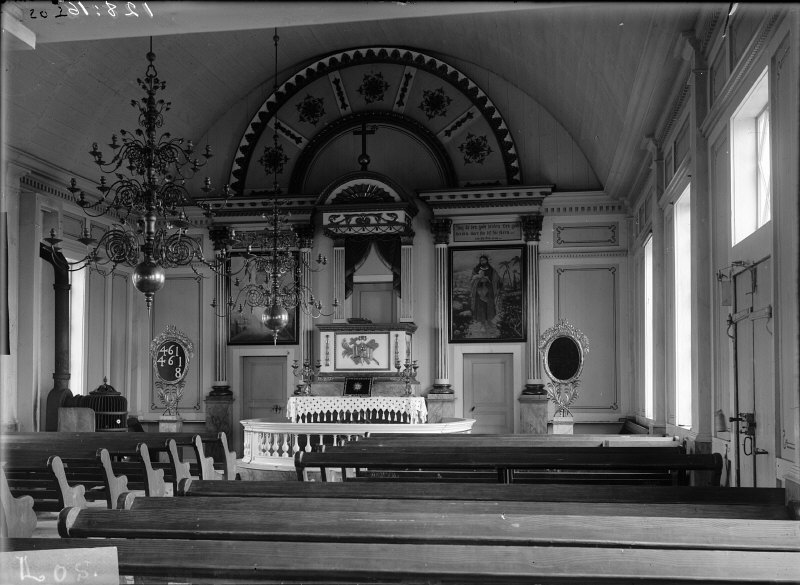
1913.
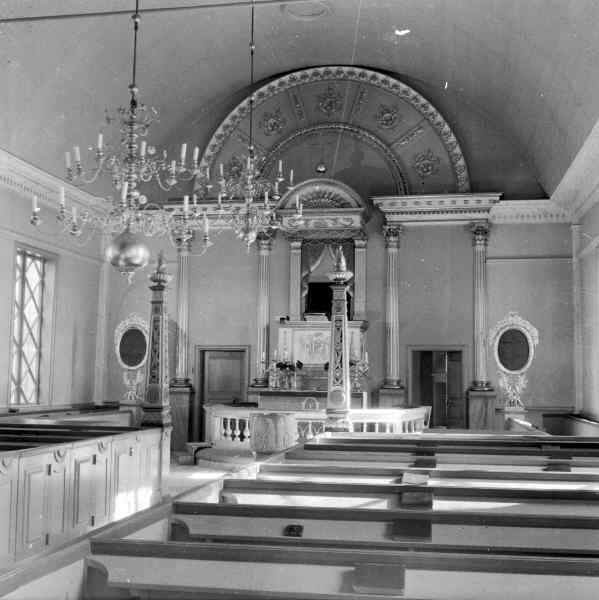
1954.

## Inventarier
- Dopfunten av furu snidades 1953 av skulptören Olof Ahlberg. Funtens sidor har reliefer i tre scener.
- Altarpredikstolen tillkom tio år efter att kyrkan var färdigställd.
- Sex porträtt i olja från 1700-talet finns i kyrkans ägo.

### Orgel
- I juli 1870 beställdes en orgel av Anders Victor Lundahl, Malmö. Samma månad var församlingens organist nere i Malmö och provade den och var nöjd. Han skulle även hämta orgeln upp till församlingen. Orgeln kostade 1500 rdr. Tidigare hade församlingen haft en mindre kammarorgel som kostat 1200 rdr som inte klarade av temperaturväxlingar.[1]
- Sommaren 1880 byggde E. A. Setterquist & Son, Örebro, en orgel med 6 stämmor, en manual och bihängd pedal. Den blev besiktigad av organisten  August Vilhelm Söderström i Öje, Järvsö församling, som gav den mycket bra betyg. Invigning skedde söndagen 12 september 1880. Utom kontraktet lade Setterquist till en spelpulpet och gjorde Principalstämmans lägsta oktav i orgeltenn istället för i trä.[2]
- Den nuvarande orgeln byggdes 1946 av Harald Lindegren, Göteborg. Orgeln är pneumatisk och har ett tonomfång på 56/30. Den har två fria kombinationer och två fasta kombinationer. Fasaden är från 1880 års orgel. Orgeln renoverades 1970 och 1982 av Gunnar Carlsson, Borlänge.

| Huvudverk I    | Svällverk II      | Pedal       | Koppel   |
| Principal 8'   | Salicional 8´     | Subbas 16´  | I/P      |
| Gedackt 8'     | Rörflöjt 8'       | Flöjtbas 8' | II/P     |
| Oktava 4'      | Gemshorn 4'       | Koralbas 4' | II/I     |
| Täckflöjt 4'   | Blockflöjt 2'     |             | I 4'     |
| Rauschkvint II | Sesquialtera II   |             | II 16'/I |
| Trumpet 8'     | Scharf III        |             | II 4'/I  |
|                | Tremulant         |             |          |
|                | Crescendosvällare |             |          |

### Webbkällor
- anläggningspresentation
- Färila pastorat informerar